# St. Hildegard (Neuweiler)

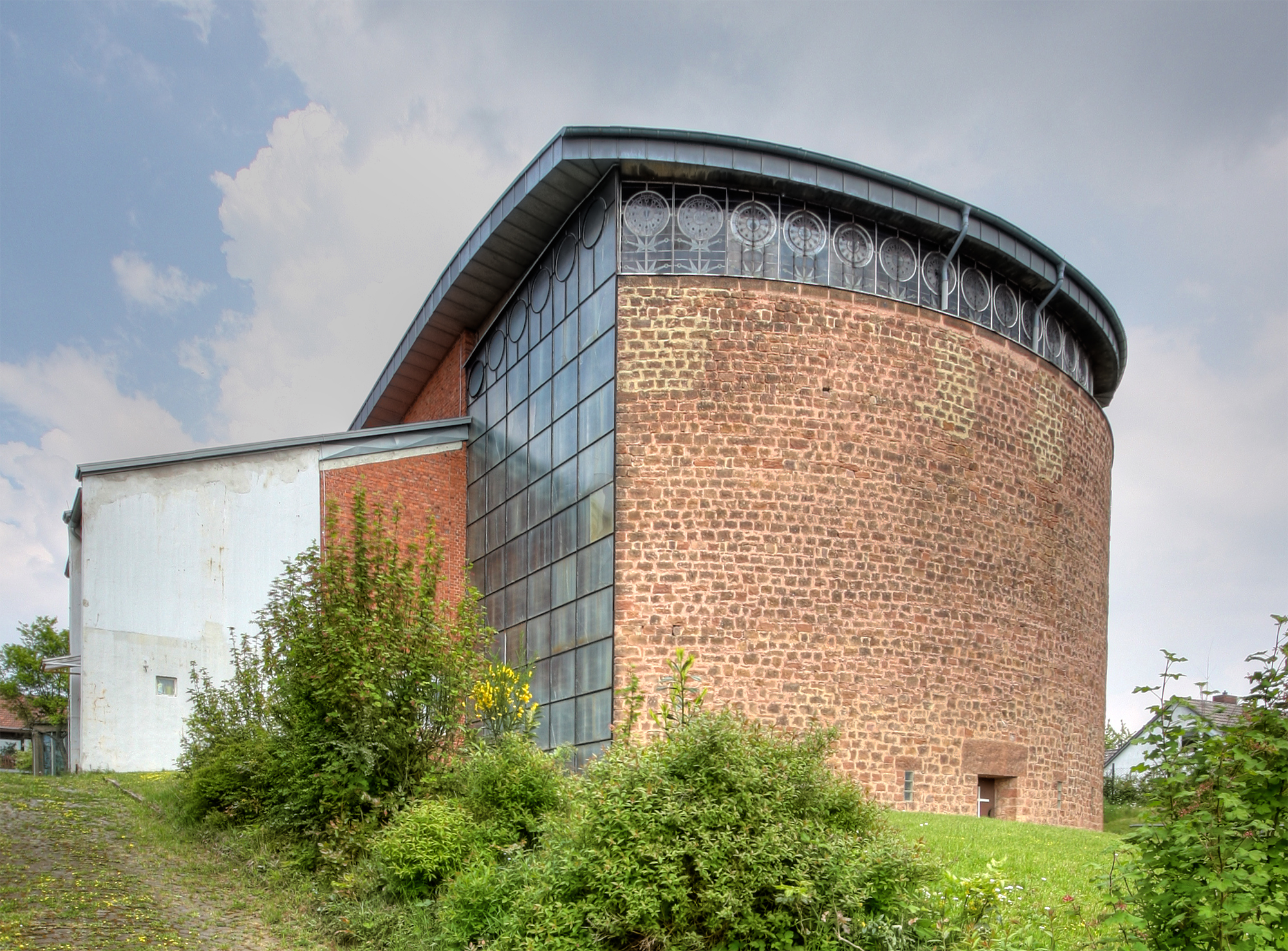
Die Hildegardkirche in Sulzbach-Neuweiler

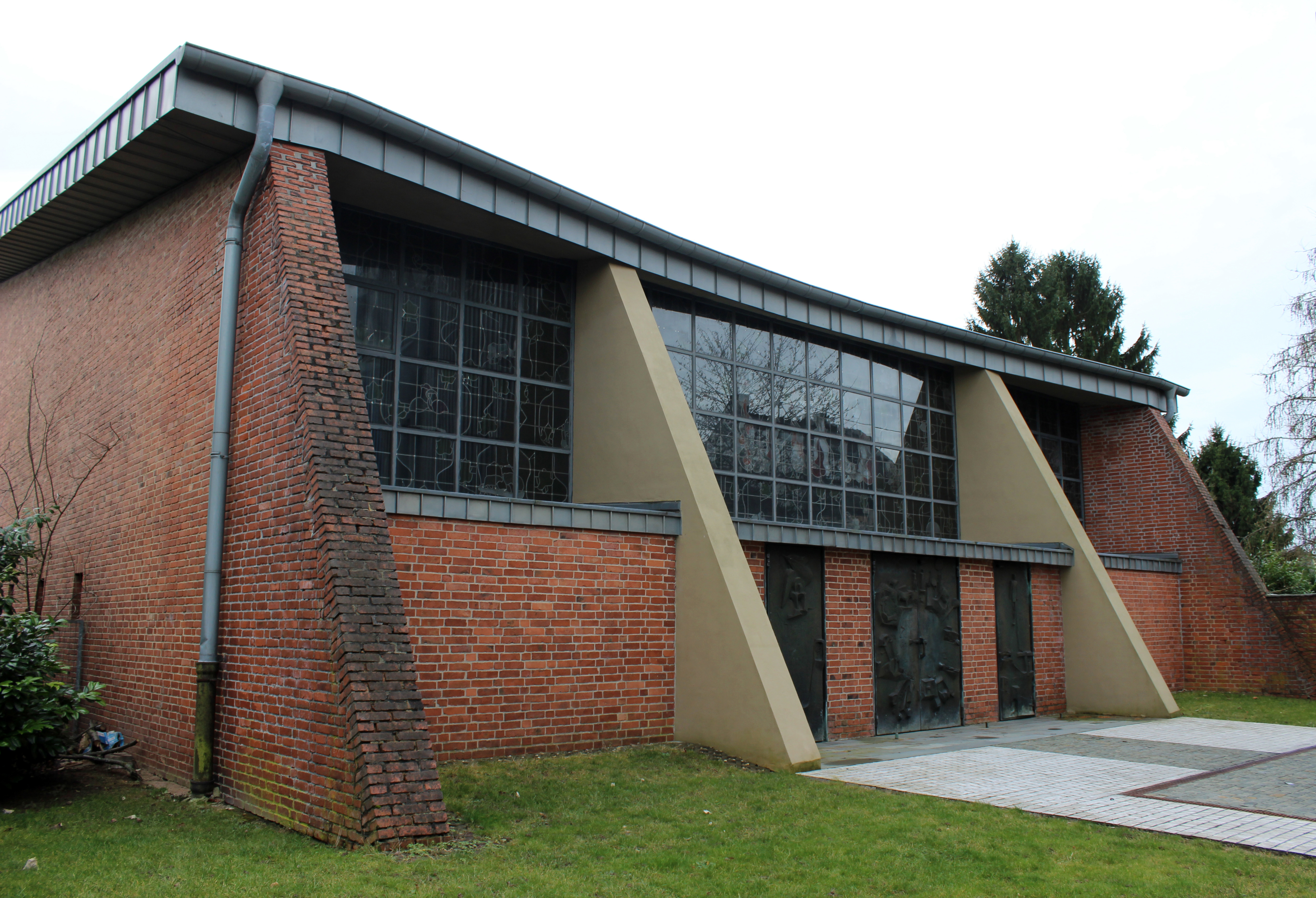
Eingangsbereich der Kirche

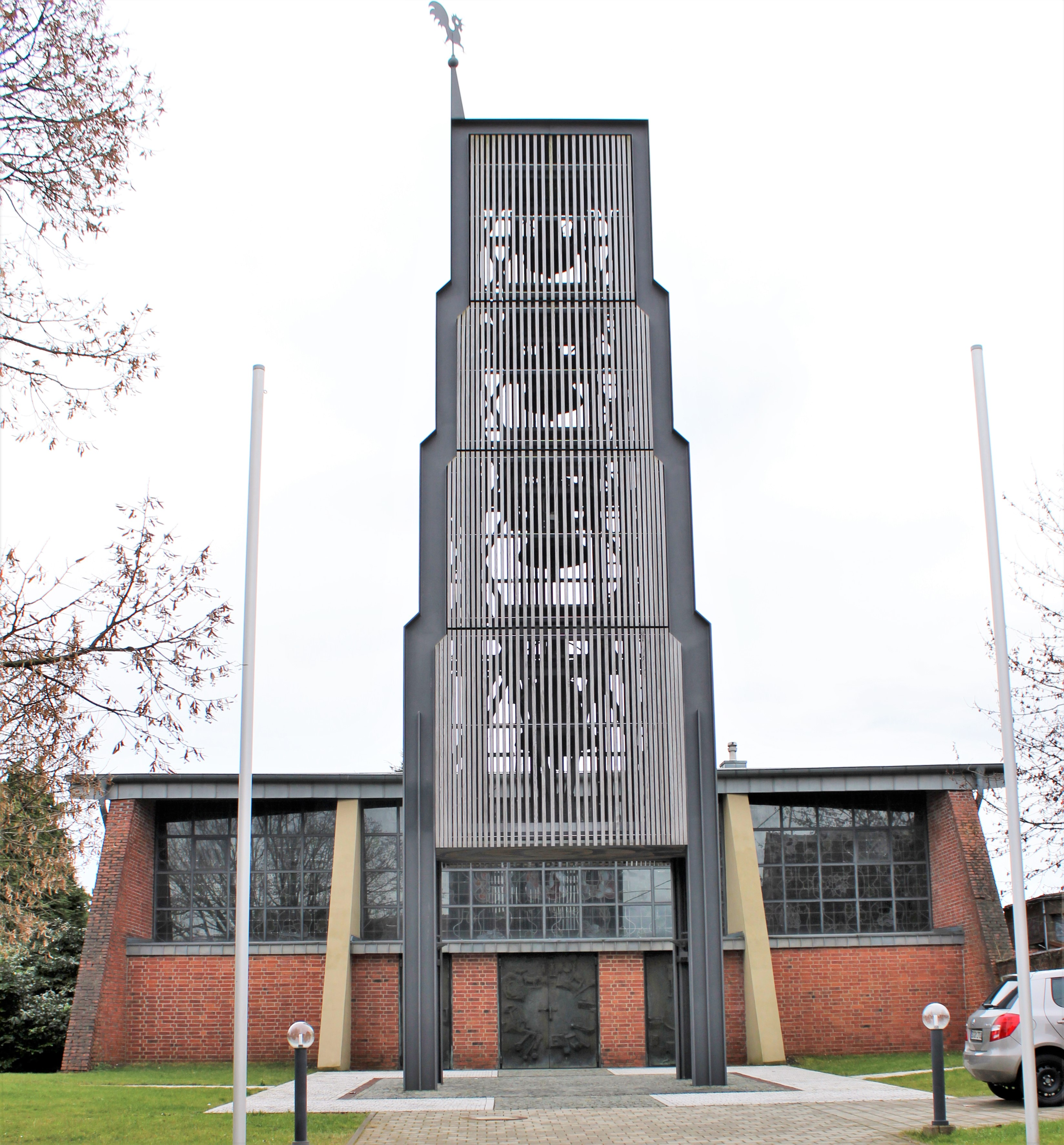
Glockenturm vor dem Eingangsbereich der Kirche

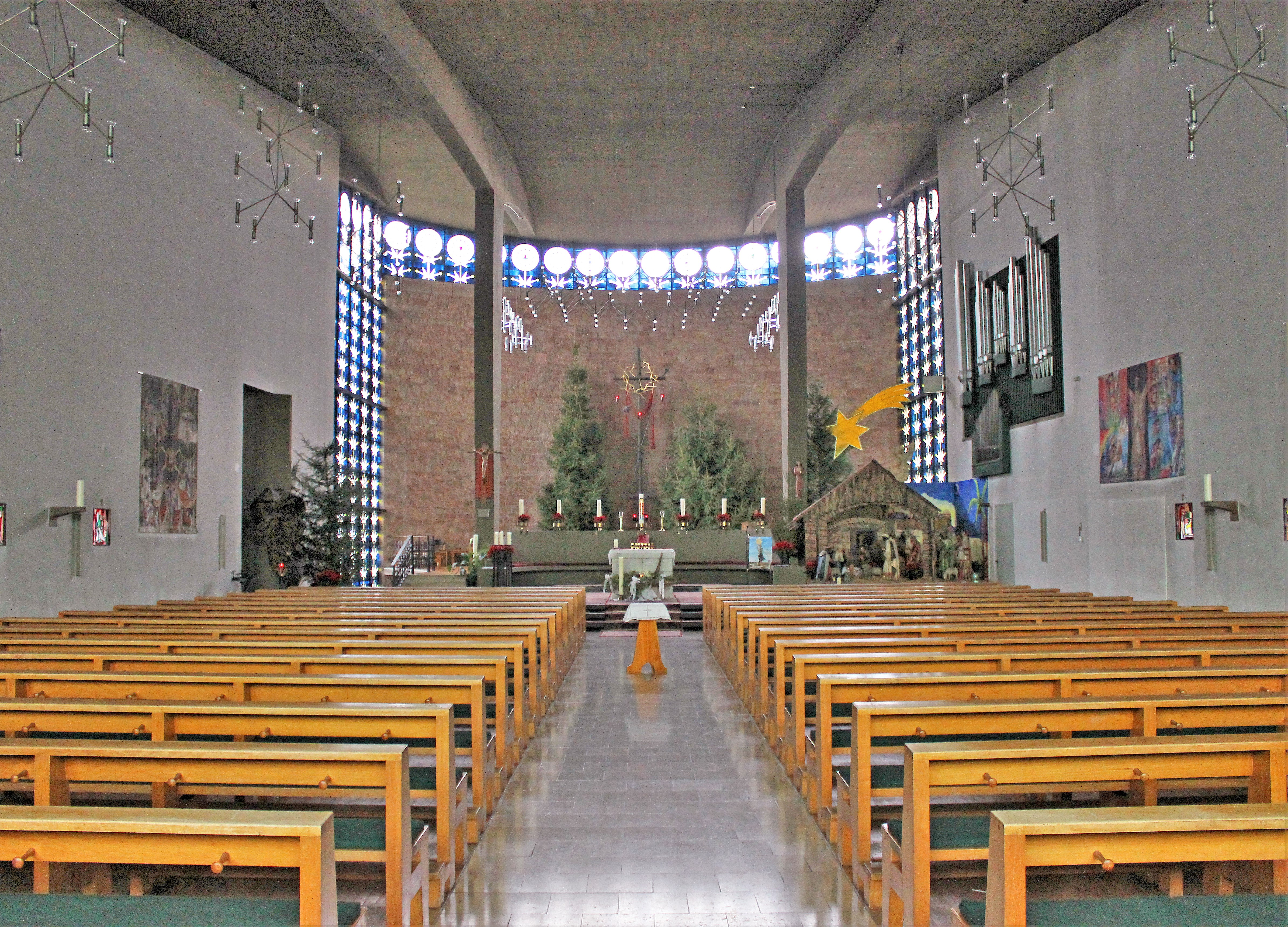
Blick ins Innere der Kirche

St. Hildegard ist eine katholische Kirche in Neuweiler, einem Stadtteil von Sulzbach, Regionalverband Saarbrücken, Saarland. Sie trägt das Patrozinium der Heiligen Hildegard von Bingen. In der Denkmalliste des Saarlandes ist sie seit 2010 als Einzeldenkmal aufgeführt.

## Geschichte
Die Kirche wurde in den Jahren von 1954 bis 1957 nach Plänen des Architekten und Bildhauers Gottfried Böhm (Köln) errichtet. In den 1970er Jahren erfolgte ein Umbau im Bereich des Altarraums.
Im Jahr 2005 wurde der Glockenturm wegen Baufälligkeit abgerissen. Bereits 1999 wurde das sich im Turm befindliche Glockengeläut stillgelegt. In Zusammenarbeit mit dem Architekturbüro Krüger & Krüger (Saarbrücken) entwarf Gottfried Böhm einen neuen Turm, der 2009 erbaut wurde.

## Das Kirchengebäude

### Außenbau
Der langgestreckte Baukörper der Kirche befindet sich auf einem abfallenden Hang zwischen zwei Straßen inmitten der Ortsbebauung. Im Eingangsbereich ist das Gotteshaus aus der Häuserfront der an dieser Stelle höher gelegenen Straße zurückgenommen, damit ein Vorplatz angelegt werden konnte und wirkt hier eher flach und klein. Im Gegensatz dazu erscheint der Kirchenbau in der Ansicht von der tiefer gelegenen Straße, von der die gebogene Chorwand zu sehen ist, in Größe und Höhe fast monumental.
Die äußere Gestalt der Kirche resultiert aus der Konstruktion der Decke, bei der Architekt Böhm eine innovative Lösung über weit gespannten Stahlbetonrahmen konzipierte. Sich nach oben verbreiternde und nach unten verjüngende V-förmige Stützen, die mit Balken zu steifen Rahmenecken verbunden sind, und auf unbeweglichem Fundament gelenkig gelagert sind, bilden das Gerüst auf dem die Decke ruht. Der 2005 aus statischen Gründen abgerissene 30 Meter hohe Glockenturm schloss sich ursprünglich an die seitlich angebaute Sakristei an. Als Ersatz entwarf Böhm einen neuen freistehenden Turm. Der Campanile, ausgeführt als offene Stahlkonstruktion, steht auf dem Vorplatz vor dem Eingang der Kirche. Das Untergeschoss ist als Portal ausgebildet, über dem sich abgetreppt vier Glockenräume befinden.

### Das Innere
Das Innere der Kirche bildet ein trapezförmiger Saal, dessen seitliche Wände sich von 18 Metern Abstand am Eingang auf 14 Meter am Chor verengen und so eine zum Altar hin zielgerichtete Perspektive erzeugen. Nachgezeichnet wird dies durch die leicht gekrümmte von bogenförmigen Stützen getragene Decke, die sich über dem Altar hoch hinauf schwingt. Die Raumhöhe steigt vom recht niedrigen Eingangsbereich her bis zur konkav geschwungenen Abschlusswand des Altarraums aus rotem Naturstein kontinuierlich und stark an, was die Bedeutung des Altarraums entsprechend hervorhebt. Im Altarraum befinden sich links und rechts raumhohe Glasflächen und ein Fensterband direkt unter der Decke, die Licht in den Raum strömen lassen. Der Altar stand ursprünglich weiter hinten im Chorraum, wurde aber im Zuge der Liturgiereform des Zweiten Vatikanischen Konzils durch einen neuen kleineren ersetzt und weiter vorne im Kirchenraum platziert. Zwei Treppen führen links und rechts des Altars hinab in einen Raum, der früher als Taufkapelle genutzt wurde, aber ursprünglich als Krypta geplant war.

## Ausstattung
Zur Ausstattung der Kirche gehört der Altar aus den 1970er Jahren, der aus 12 Marmorsteinen der früheren Kommunionbank besteht, die die 12 Stämme Israels und die Apostel symbolisieren, ein Kreuzweg mit Glasmosaik, sowie das große Kreuz ohne Korpus, mit Marterwerkzeugen und goldener Dornenkrone, hergestellt aus ehemaligem Bauholz, das an der Rückwand des Chorraums angebracht ist. Weitere Ausstattungsgegenstände sind der Tabernakel von 1957 in Form eines Brotkorbes mit einem ährenförmigen Deckel als Abschluss und eine Traubenpieta von 1980 aus Bronze, beides geschaffen von Maler und Bildhauer Ernst Alt (Saarbrücken). Ferner eine Reliquie der heiligen Hildegard, die als Lebensbaum gestaltet ist und 7 Leuchter im Altarraum als Symbol der „Geheimen Offenbarung“.
Die 1964 eingebauten Glasfenster über dem Eingang entwarf Architekt und Glaskünstler Rolf Link (Köln). Die Bronzetüren des Hauptportals, die 1966 die originalen Kirchentüren ersetzten, stammen von Bildhauer Georg Probst (München). Für die Bemalung der aus Schallschutz-Gründen holzverkleideten Seitenwände des neuen Glockenturms zeichnete Böhms Sohn Markus im Jahr 2010 verantwortlich.
Die Ton-Figuren der Weihnachtskrippe, die ein unbekannter toskanischer Künstler schuf, stammen aus dem Jahr 1902.
Teil der Kirche ist auch eine Grabkapelle mit dem Grab von Vikar Friedrich Klein, die ursprünglich von Architekt Böhm als Baptisterium geplant war. Klein hatte den Kirchenbau entscheidend vorangetrieben und verstarb plötzlich mitten in der Bauphase im Jahr 1956.